# Medidas ativas
Medida ativa (russo: активные мероприятия) é o termo que descreve o conjunto de ações de guerra política empregado pelos serviços de inteligência soviéticos e russos (Tcheka, OGPU, NKVD, KGB, FSB) para manipular o curso de eventos mundiais, além de coletar informações e produzir avaliação "politicamente correta" disso. Medidas ativas variam de "manipulações da mídia a ações especiais envolvendo vários graus de violência". Começando na década de 1920, foram usadas tanto internamente quanto no exterior. Incluíam desinformação, propaganda, falsificação de documentos oficiais, assassinatos e repressão política, infiltração em igrejas e a perseguição de dissidentes políticos.
Medidas ativas incluíram o estabelecimento e apoio de organizações de fachada internacionais (por exemplo, o Conselho Mundial da Paz); partidos comunistas, socialistas e de oposição estrangeiros; guerras de libertação nacional no Terceiro Mundo; e grupos clandestinos, revolucionários, insurgentes, criminosos e terroristas. As agências de inteligência dos Estados do Bloco do Leste também contribuíram para o programa, fornecendo agentes e inteligência para assassinatos e outros tipos de operações secretas.
O ex-general da KGB Oleg Kalugin descreve o papel da subversão na inteligência soviética como: 
| “ | […] o coração e a alma da inteligência soviética - era a subversão. Não a coleta de inteligência, mas a subversão: medidas ativas para enfraquecer o Ocidente, para impulsionar a separação nas alianças da comunidade ocidental de todos os tipos, especialmente a OTAN, para semear discórdia entre aliados, para enfraquecer os Estados Unidos aos olhos do povo da Europa, Ásia, África, América Latina e, assim, preparar o terreno caso a guerra realmente ocorra. Para tornar a América mais vulnerável à raiva e desconfiança de outros povos. | ” |

Medidas ativas compunham uma série de cursos especiais ministrados pela Academia de Inteligência Estrangeira da KGB, situada na sede da SVR em Yasenevo, perto de Moscou. O chefe do "departamento de medidas ativas" era Yuri Modin, ex-controlador do círculo de espionagem Cambridge Five.
Medidas ativas continuaram na era pós-soviética na Rússia. Em depoimento antes da audiência do Comitê de Inteligência do Senado sobre a resposta política dos EUA à interferência russa na eleição presidencial nos Estados Unidos em 2016, Victoria Nuland, ex-embaixadora dos EUA na OTAN referiu a si própria como "um alvo rotineiro das medidas ativas russas".

## Contra os EUA
Algumas das medidas ativas da URSS contra os EUA foram expostas no Arquivo Mitrokhin:
- Descrédito da Agência Central de Inteligência (CIA), usando o historiador Philip Agee (codinome PONT).
- Elevação as tensões raciais nos Estados Unidos enviando cartas falsas da Ku Klux Klan, colocando um pacote bomba na "seção negra de Nova York" (operação PANDORA)[6] e espalhando teorias de conspiração de que o assassinato de Martin Luther King Jr. fora planejado pelo governo dos EUA
- Começando rumores de que a água potável fluoretada era na verdade uma trama do governo dos EUA para afetar o controle populacional.
- Começando os rumores de que as aterragens na lua eram fraudes e o dinheiro usado ostensivamente pela NASA era na verdade usado pela CIA.
- Uso de elementos simpáticos na imprensa para difamar a Iniciativa Estratégica de Defesa como um projeto impraticável de "guerra nas estrelas".
- Fabricação da história de que o vírus da AIDS foi criado por cientistas norte-americanos (Operação INFEKTION) em Fort Detrick; a história foi divulgada pelo biólogo russo Jakob Segal.

## Apoio a movimentos políticos

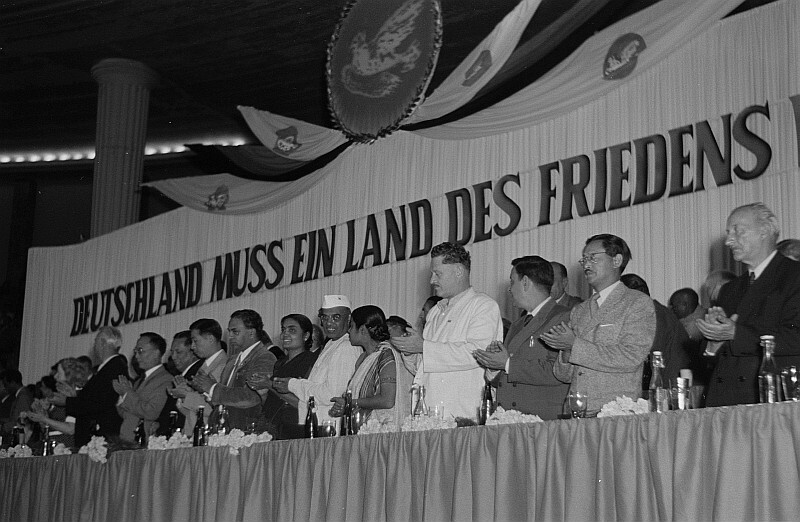
Congresso do Conselho Mundial da Paz em Berlim Oriental (1952). Abaixo do desenho da pomba de Picasso a faixa em alemão diz:
"A Alemanha deve ser uma terra de paz."

De acordo com Stanislav Lunev, apenas o GRU gastou mais de US $ 1 bilhão para os movimentos pacifistas contra a Guerra do Vietnã, o que foi uma "campanha de enorme sucesso e retorno". Lunev afirmou que "o GRU e a KGB ajudaram a financiar quase todos os movimentos e organizações antiguerra na América e no exterior".
O Conselho Mundial da Paz foi instituído por ordem do PCUS (Partido Comunista da União Soviética) no final da década de 1940 e, por mais de quarenta anos, realizou campanhas contra a ação militar ocidental, principalmente estadounidense. Muitas organizações controladas ou influenciadas pelos comunistas afiliaram-se a elas. De acordo com Oleg Kalugin:
| “ | … a inteligência soviética [era] realmente incomparável. Os programas da KGB - que realizariam todo tipo de congressos, congressos de paz, congressos de jovens, festivais, movimentos de mulheres, movimentos sindicais, campanhas contra mísseis americanos na Europa, campanhas contra armas de nêutrons, alegações de que a AIDS… fora criada pela CIA… todo o tipo de falsificações e material falsificado - eram dirigidos a políticos, à comunidade acadêmica, ao público em geral…. | ” |

Tem sido amplamente alegado que a União Soviética organizou e financiou movimentos ocidentais de paz; por exemplo, o ex-agente da KGB Sergei Tretyakov afirmou que no início dos anos 1980 a KGB queria impedir que os Estados Unidos implantassem bases de mísseis nucleares e que ela usou o Comitê Soviético pela Paz para organizar e financiar manifestações de paz na Europa Ocidental. (As agências de inteligência ocidentais, no entanto, não encontraram provas disso). Tretyakov fez uma afirmação ainda não confirmada de que "A KGB foi responsável por criar toda a história inverno nuclear para deter os mísseis Pershing II"  e, que alimentou desinformação aos grupos pacifistas ocidentais e, assim, influenciando um artigo científico fundamental sobre o tema elaborado por cientistas ocidentais.

## Instalando e derrubando governos

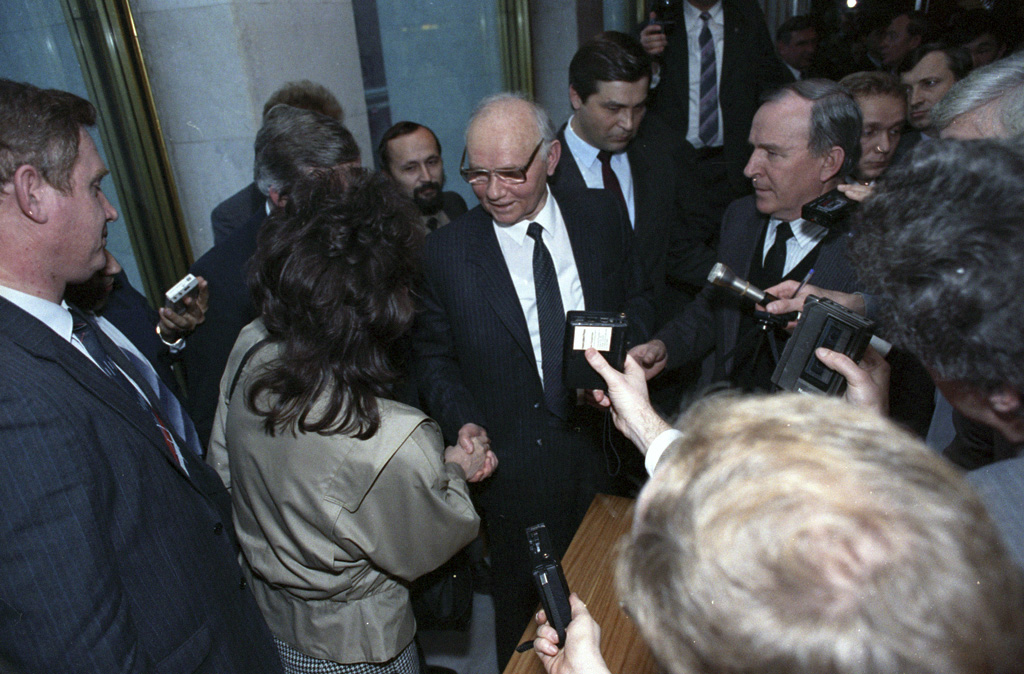
No centro, em 1990, o diretor da KGB, Vladimir Kryuchkov (1924-2007).

Após a Segunda Guerra Mundial, as organizações de segurança soviéticas desempenharam um papel fundamental na instalação de governos fantoches comunistas na Europa Oriental, na República Popular da China, na Coreia do Norte e, posteriormente, no Afeganistão. A sua estratégia incluía repressões políticas em massa e o estabelecimento de serviços secretos subordinados em todos os países ocupados. 
Algumas das medidas ativas foram realizadas pelos serviços secretos soviéticos contra seus próprios governos ou governantes comunistas. Os historiadores russos Anton Antonov-Ovseyenko e Edvard Radzinsky sugeriram que Josef Stalin foi morto por associados do chefe da NKVD, Lavrenti Beria, com base nas entrevistas de um ex-guarda-costas de Stalin e provas circunstanciais. De acordo com as alegações de Yevgeniya Albats, o chefe da KGB Vladimir Semichastny estava entre os conspiradores contra Nikita Khrushchov em 1964. O diretor da KGB, Iúri Andropov, teria lutado pelo poder com Leonid Brejnev. A tentativa de golpe de Estado na União Soviética em 1991 contra Mikhail Gorbatchov foi organizada pelo diretor da KGB, Vladimir Kryuchkov. O general Viktor Barannikov, então ex-chefe da Segurança do Estado, tornou-se um dos líderes do levante contra Boris Yeltsin durante a crise constitucional russa de 1993.
O atual serviço de inteligência russo, o SVR, supostamente trabalha para minar os governos dos antigos estados-satélites soviéticos, como a Polônia, os países bálticos e a Geórgia. Durante a controvérsia de espionagem entre Geórgia e Rússia de 2006, vários oficiais russos do GRU foram acusados pelas autoridades georgianas de prepararem-se para cometer sabotagem e atos terroristas.

## Forças rebeldes fantoches

### Operação Trust

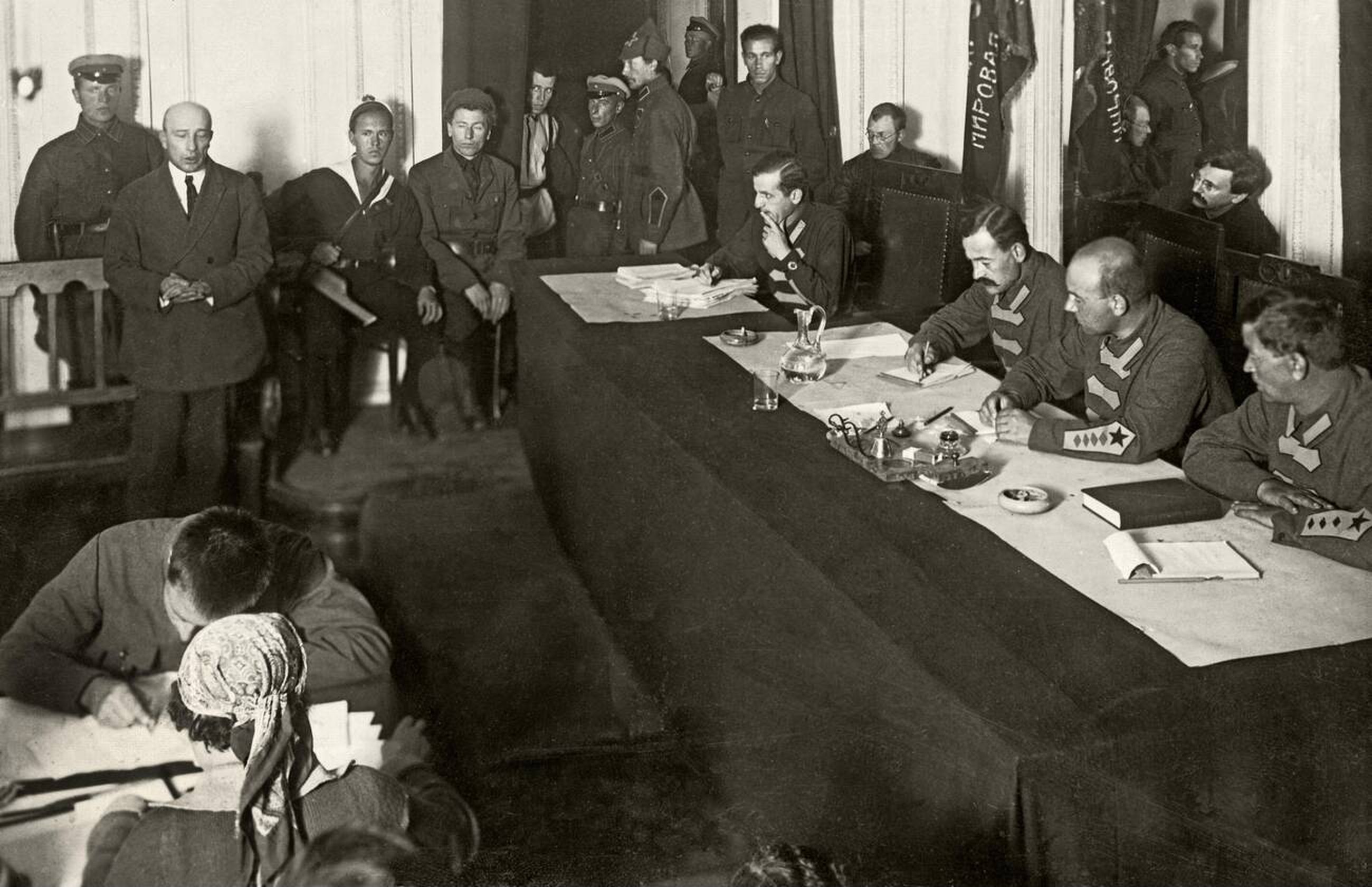
De pé (esquerda) Boris Savinkov (1879-1925) perante um tribunal soviético em Outubro de 1924. Atrás dos juízes (direita) sentado encostado na parede, o diretor da OGPU, Viacheslav Menjinsky (1874-1934).

Na Operação Trust (1921-1926), a Direção Política do Estado (OGPU) criou a falsa organização anti-bolchevique, "União Monarquista da Rússia Central". O principal sucesso desta operação foi atrair Boris Savinkov e Sidney Reilly para a União Soviética, onde ambos foram presos e executados.

### Revolta dos Basmachi
Durante a revolta dos Basmachi, iniciada em 1916 na Ásia Central, destacamentos militares especiais disfarçaram-se de forças Basmachi e receberam apoio dos serviços de inteligência britânicos e turcos. As operações desses destacamentos facilitaram o colapso do movimento Basmachi e levaram ao assassinato de Enver Paxá.

### Pós-guerra e operações de contrainsurgência
Após a Segunda Guerra Mundial, várias organizações partidárias nos Estados Bálticos, Polônia e Ucrânia ocidental (incluindo alguns colaboradores anteriores da Alemanha Nazista) lutaram pela independência de seus países contra as forças soviéticas. Muitos agentes da NKVD foram enviados para infiltrarem-se nos movimentos de independência. Forças rebeldes fantoches também foram criadas pelo NKVD para "atacar" autoridades soviéticas locais a fim de ganhar credibilidade e exfiltrar agentes seniores do NKVD para o Ocidente.

## Assassinatos políticos

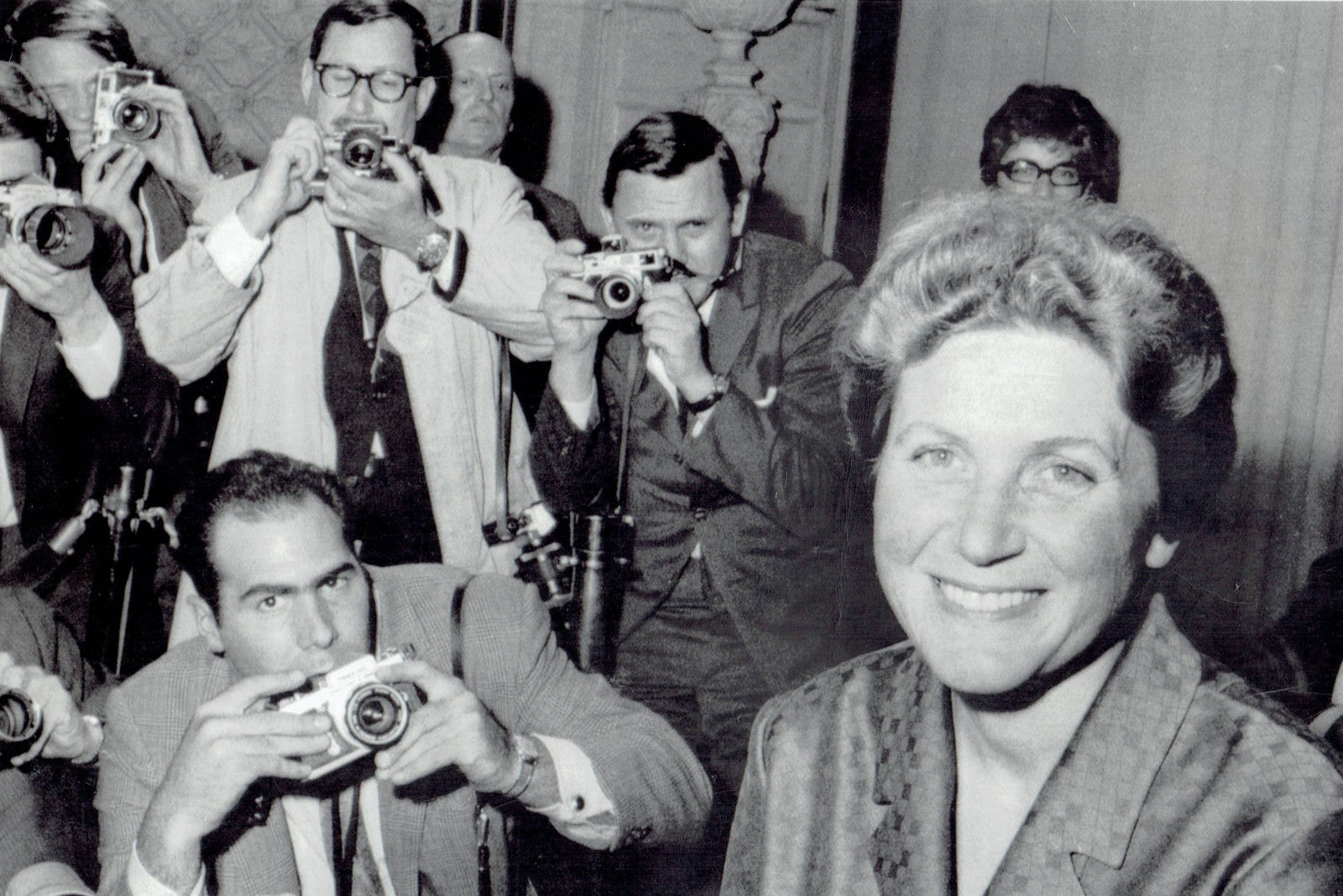
Svetlana Alliluyeva (1926-2011), filha de Josef Stalin, na cidade de Nova Iorque em 26 de Abril de 1967, após solicitar asilo aos Estados Unidos. A KGB elaborou um plano para assassiná-la, que não foi executado.

O mais importante desertor da inteligência do bloco soviético, tenente-general Ion Mihai Pacepa da Securitate, (polícia secreta romena) afirmou ter tido uma conversa com Nicolae Ceaușescu, que lhe contou sobre "dez líderes internacionais que o Kremlin matou ou tentou matar": László Rajk e Imre Nagy (Hungria); Lucrețiu Pătrășcanu e Gheorghe Gheorghiu-Dej (Romênia); Rudolf Slánský e Jan Masaryk, (Tchecoslováquia); o Xá Mohammad Reza Pahlavi (Irã); Muhammad Zia-ul-Haq, (presidente do Paquistão); Palmiro Togliatti (Itália); John F. Kennedy; e Mao Tsé-Tung. Pacepa forneceu algumas outras alegações, como um plano para matar Mao Tsé-Tung com a ajuda de Lin Biao, organizado pela KGB, e alegou que "entre os líderes dos serviços de inteligência satélites de Moscou havia concordância unânime de que a KGB estava envolvida no assassinato do presidente Kennedy."
O segundo presidente do Afeganistão, Hafizullah Amin, foi morto pelo Grupo Alpha da KGB na Operação Shtorm-333. Presidentes da não reconhecida República Chechena da Ichkeria organizada por separatistas chechenos, incluindo Djokhar Dudaiev, Zelimkhan Yandarbiyev, Aslan Maskhadov e Abdul-Halim Sadulayev, foram mortos pelo FSB e por forças afiliadas.
Outros casos amplamente divulgados são os assassinatos do dissidente soviético Leon Trótski e do escritor búlgaro Georgi Markov.
Também houve alegações de que a KGB esteve por trás da tentativa de assassinato do Papa João Paulo II em 1981. A comissão Mitrokhin do senado italiano, presidida pelo senador Paolo Guzzanti (do partido Forza Italia), investigou o Arquivo Mitrokhin de 2003 a Março de 2006. Tal comissão recebeu críticas durante e após a sua existência. Foi encerrada em Março de 2006 sem trazer quaisquer provas às suas várias alegações polêmicas, incluindo a afirmação de que Romano Prodi, ex-primeiro e atual ministro da Itália e ex-Presidente da Comissão Europeia, era o "homem da KGB na Europa". Um dos informantes de Guzzanti, Mario Scaramella, foi preso por difamação e comércio de armas no final de 2006.

## Guerrilhas

### Apoio a guerrilhas pelo mundo

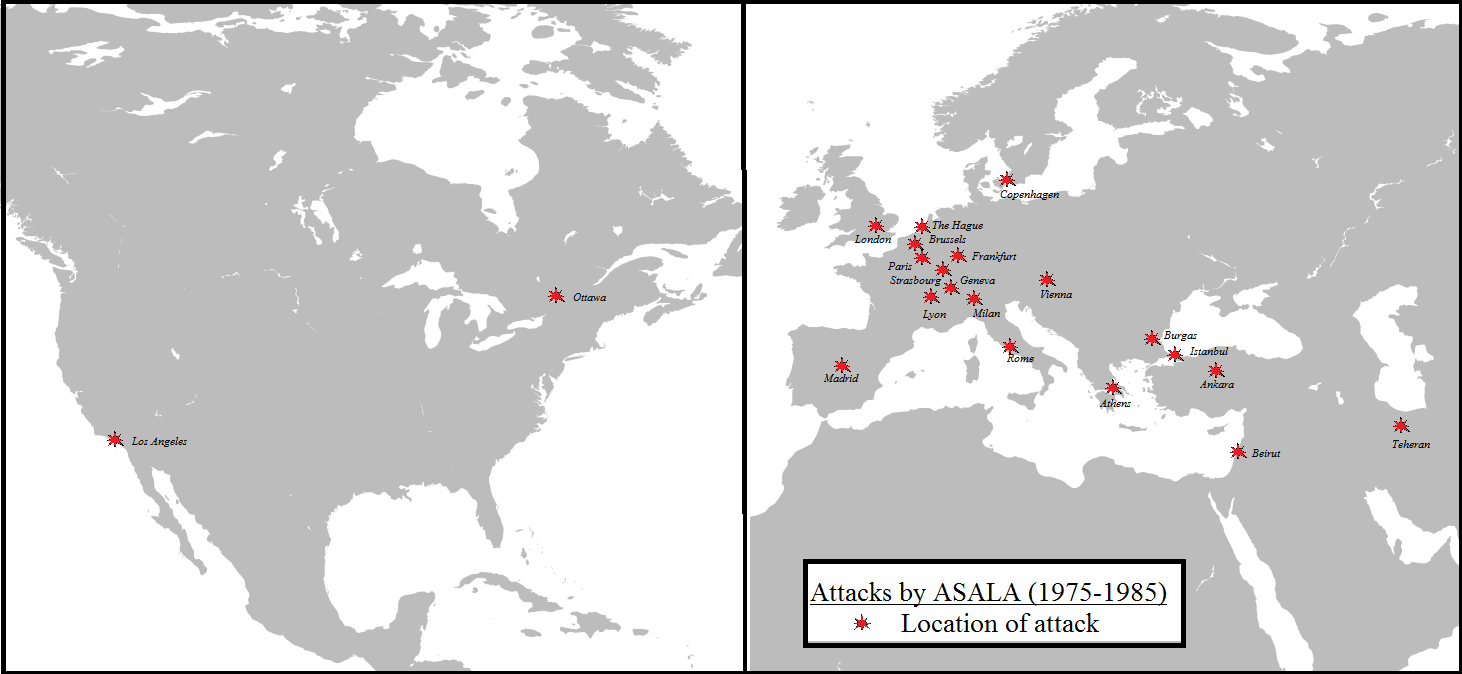
Cidades alvos de ações do ASALA (Exército Secreto armênio para a Libertação da Armênia).

Os serviços secretos soviéticos foram descritos como "os principais instrutores das guerrilhas em todo o mundo". De acordo com Ion Mihai Pacepa, o general da KGB Aleksandr Sakharovsky declarou certa vez: "No mundo de hoje, quando as armas nucleares tornaram a força militar obsoleta, o terrorismo deveria se tornar a nossa principal arma". Também afirmou que "seqüestro de avião é minha invenção". Apenas em 1969, 82 aviões foram sequestrados em todo o mundo pela OLP (Organização para a Libertação da Palestina) financiada pela KGB.
Ion Mihai Pacepa descreveu a operação "SIG" ("governos sionistas") que foi criada em 1972 para colocar todo o mundo islâmico contra Israel e os Estados Unidos. O chefe da KGB, Iúri Andropov, explicou a Pacepa que:
| “ | Um bilhão de adversários poderiam infligir danos muito maiores à América do que alguns milhões. Precisávamos disseminar por todo o mundo islâmico um ódio de estilo nazista aos judeus e, transformar essa arma emocional num banho de sangue terrorista contra Israel e seu principal apoiador, os Estados Unidos. | ” |

As seguintes organizações de libertação foram supostamente criadas ou apoiadas pela KGB: Fração do Exército Vermelho, OLP, Guerrilha de Ñancahuazú (criada em 1964 com a ajuda de Che Guevara); Exército de Libertação Nacional (Colômbia) (criado em 1965 com a ajuda de Cuba), Frente Democrática para a Libertação da Palestina (1969) e  Exército Secreto armênio para a Libertação da Armênia em 1975.

## Legado
A alegada campanha de desinformação da Rússia, o seu envolvimento no Brexit (saída do Reino Unido da União Europeia) e a eleição de Donald Trump para presidente dos EUA e o seu apoio aos movimentos de extrema-direita no Ocidente, foram comparados com às medidas ativas da União Soviética no sentido de "perturbar e desacreditar as democracias ocidentais". 
Após a anexação da Crimeia em 2014, a mídia controlada pelo Kremlin divulgou desinformação sobre o governo da Ucrânia. Em Julho de 2014, o voo Malaysia Airlines 17 foi abatido por um míssil russo no leste da Ucrânia, matando todos seus 298 passageiros. A mídia controlada pelo Kremlin e trolls online espalharam desinformação, acusando os rebeldes ucranianos pelo abate da aeronave.